# Communes de la province de Ravenne
- Haut – A
- B
- C
- D
- E
- F
- G
- H
- I
- J
- K
- L
- M
- N
- O
- P
- Q
- R
- S
- T
- U
- V
- W
- X
- Y
- Z

## A
- Alfonsine

## B
- Bagnacavallo
- Bagnara di Romagna
- Brisighella

## C
- Casola Valsenio
- Castel Bolognese
- Cervia
- Conselice
- Cotignola

## F
- Faenza
- Fusignano

## L
- Lugo

## M
- Massa Lombarda

## R
- Ravenne
- Riolo Terme
- Russi

## S
- Sant'Agata sul Santerno
- Solarolo